# Afrolarcus karschi
Afrolarcus karschi är en insektsart som först beskrevs av Bolívar, I. 1905.  Afrolarcus karschi ingår i släktet Afrolarcus och familjen torngräshoppor. Inga underarter finns listade i Catalogue of Life.